# Roberto Mazzoleni
Roberto Mazzoleni (Italia, 29 de marzo de 1964) es un atleta italiano retirado especializado en la prueba de 4x400 m, en la que consiguió ser subcampeón mundial en pista cubierta en 1995.

## Carrera deportiva
En el Campeonato Mundial de Atletismo en Pista Cubierta de 1995 ganó la medalla de plata en los relevos de 4x400 metros, tras Estados Unidos y por delante de Japón (bronce).